# 마이틸인

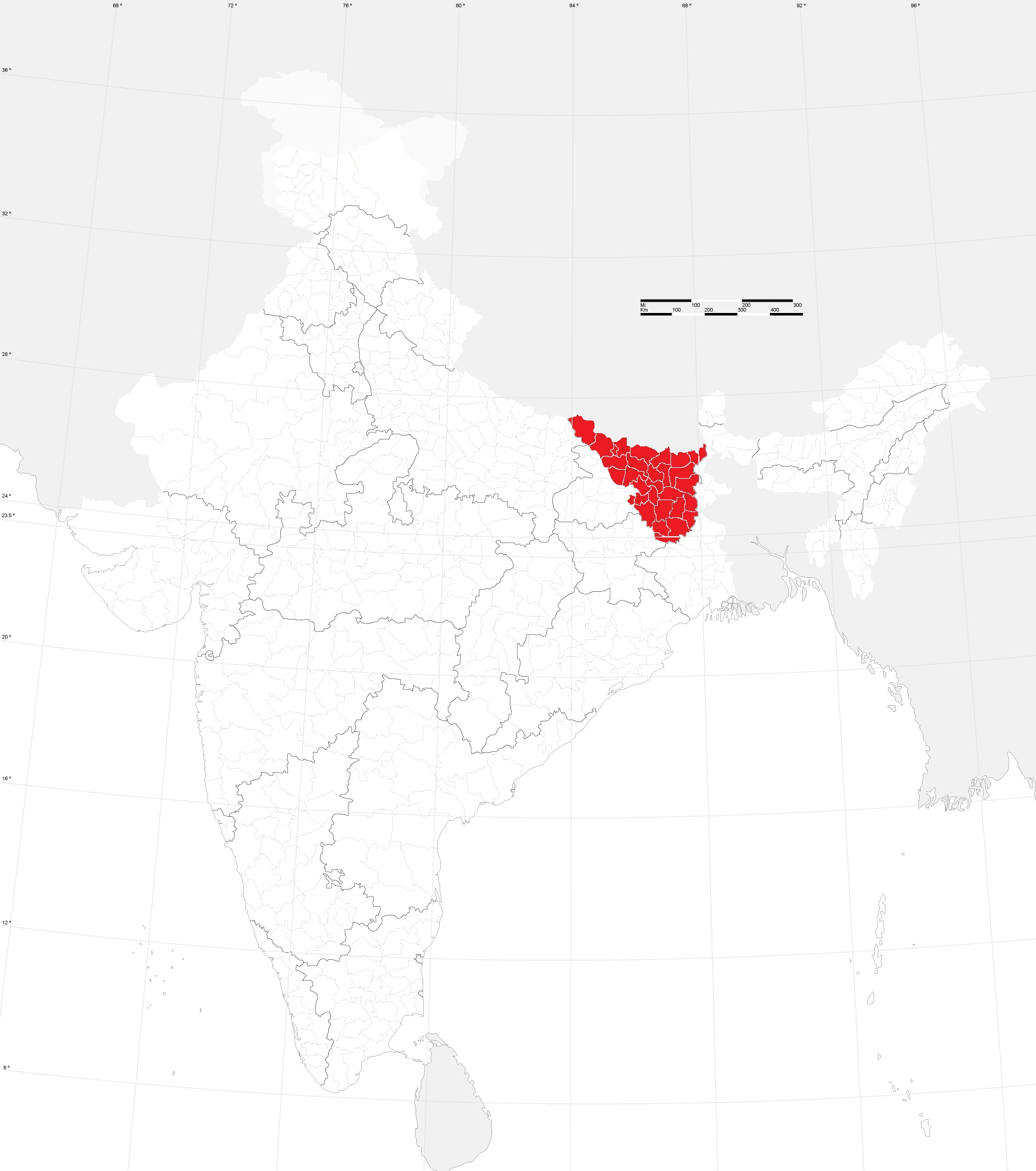

마이틸인 또는 마이틸리인은  인도 아대륙 출신의 인도아리아인 집단으로, 마이틸어를 모국어로 사용한다. 이들은 인도 북부 및 동부 비하르주와 자르칸드주 북동부, 마데시주를 구성하는 네팔의 일부 인접 지역과 바그마티 및 코시주의 일부 테라이 지역을 포함하는 미틸라 지역에 거주하고 있다.
마이틸 지역은 라마의 아내이자 락슈미의 화신인 시타의 출생지로 알려져 있어 힌두교에서 중요한 부분을 차지한다.

## 같이 보기
- 마이틸어
- 미틸라